# Jézus szíve bazilika (Zágráb)
A Jézus szíve bazilika (horvátul: Bazilika Srca Isusova) egy basilica minor rangú római katolikus templom Zágrábban, Horvátországban, a jezsuiták gondozásában.

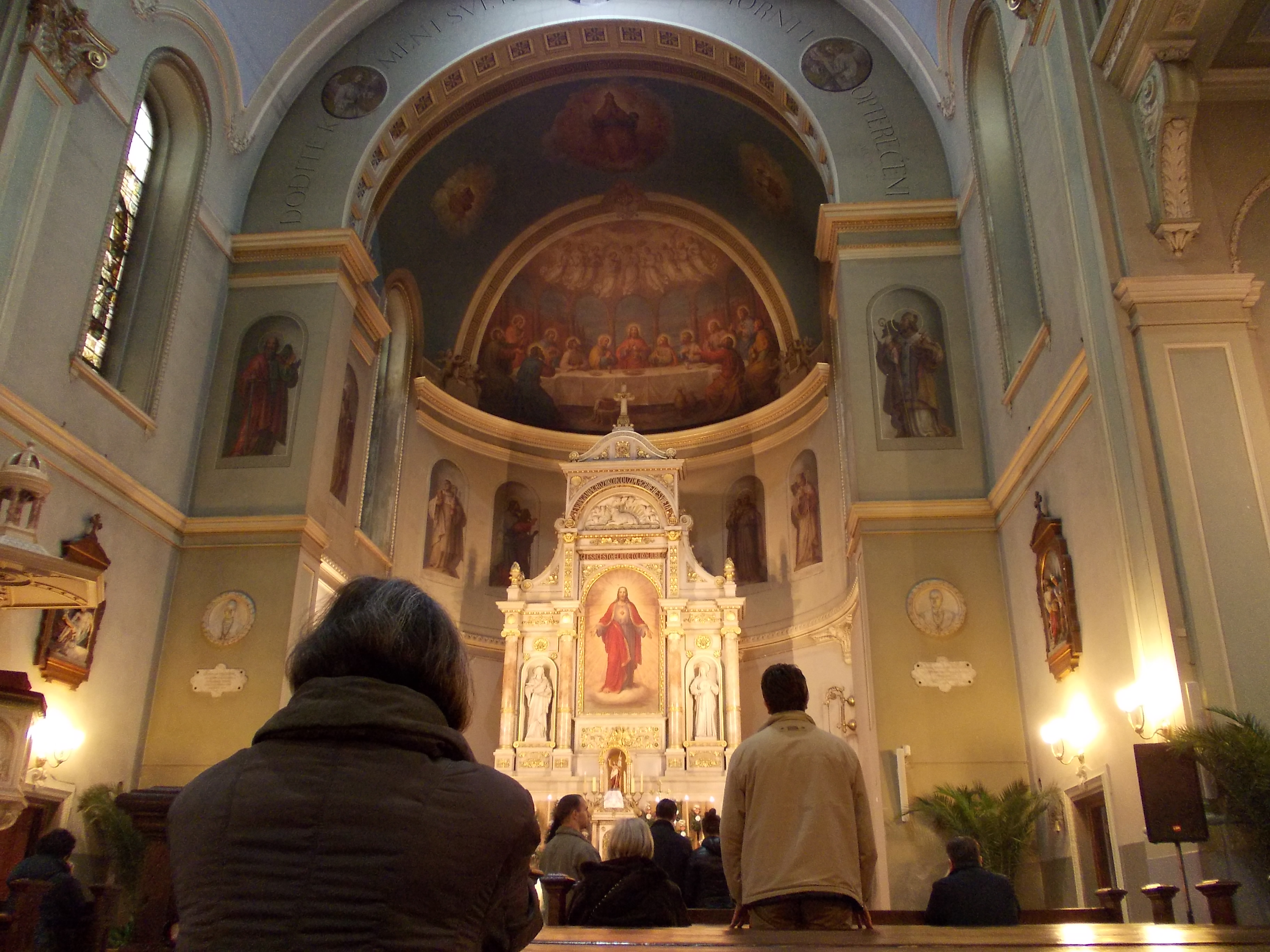
A bazilika belseje a főoltárral

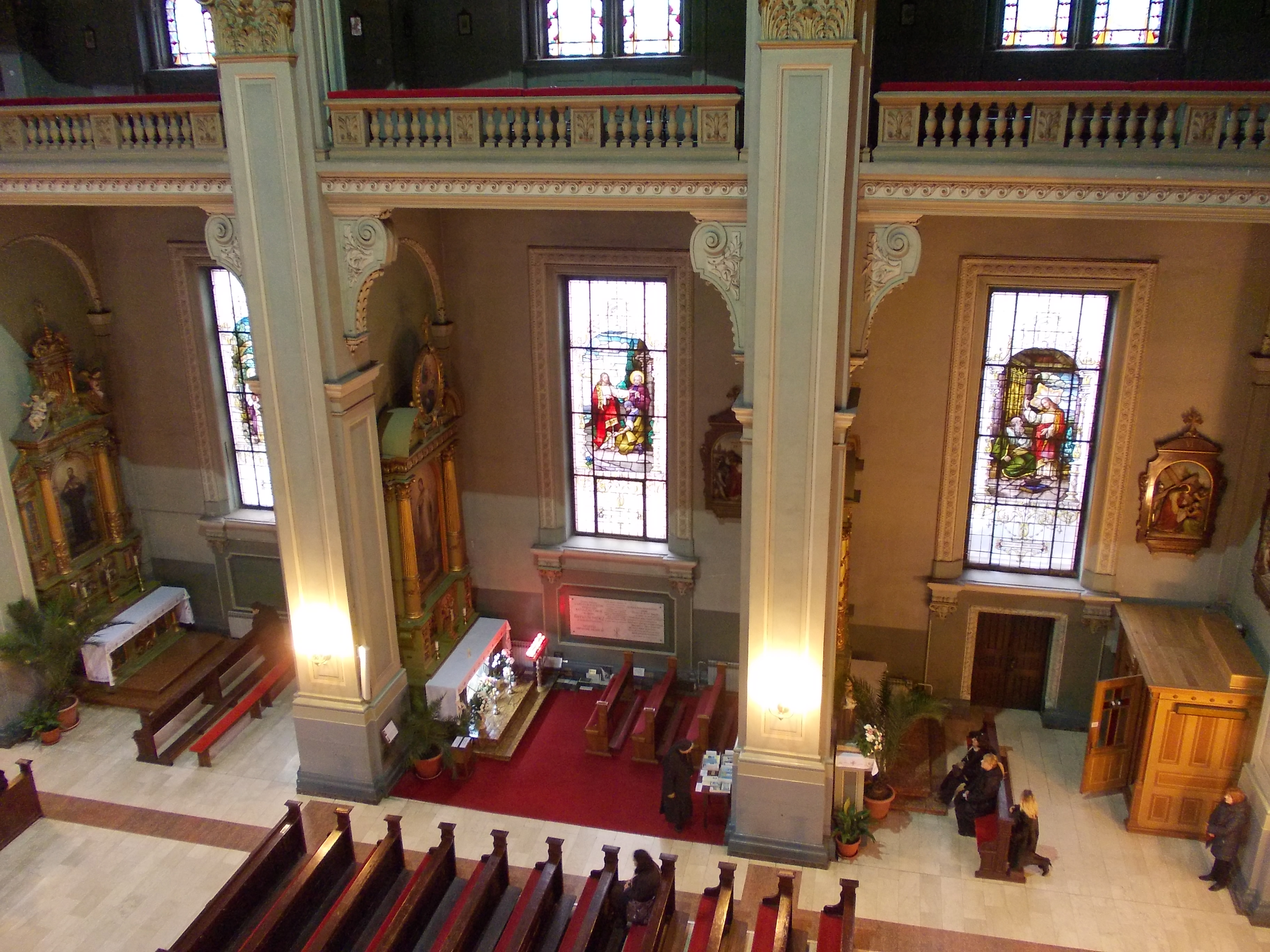
Az oldalkápolnák

## Története
A templom tervezését már négy évtizeddel az építkezés megkezdése előtt megkezdték, és a jezsuiták Zágrábba való visszatérésével függ össze. Haulik György
1853-ban lett a Zágrábi egyházmegye érseke, aki különösen nagyra értékelte a jezsuitákat, valamint az egész tevékenységüket és nagyon gyorsan meghívta őket Zágrábba. Rájuk bízta szentmisék, missziók, valamint a lelkigyakorlatok vezetését papok és szerzetesek, valamint gyakornokaik számára.
Az érsek 1860-ban 6060 forintot adományozott az egyház számára, amelyhez utóda, Posilovics György érsek további 12 000 forintot adott hozzá. 1898-ban szerezték meg az új templom és kolostor földjét.
A templom neobarokk stílusban épült a zágrábi Janko Holjac építész tervei alapján. Az építés 1901. augusztus 27-én kezdődött és 1902. december 15-én szentelték fel. Egy évtizedbe telt a berendezés elkészítése. 1941-ben XII. Piusz pápa a templomot basilica minor rangra emelte. 1977-ben a templomot plébániatemplommá nyilvánították.
A templom mennyezetének egy része földrengésben omlott be 2020. március 22-én.

## Leírása
A templom az utca síkjában épült, így a homlokzat az utcafront része. Jellemzői a magas, négyszögletes harangtornyok, nyolcszögletű tetejükkel, amelyek között a háromszög alakú oromzat emelkedik. A jezsuita kolostor a templom jobb oldalán van. Az egyhajós templomot ötszögletű apszis zárja. Oldalt kápolnákat alakítottak ki, amelyek felett galéria fut. A hajó dongaboltozata 20 méter magasra emelkedik és 13 méter széles, a belső tér területe így eléri a 800 m²-t, ahová a kórus és a galériák is tartoznak. A templom összesen 3000 hívőt tud befogadni.
A nagyméretű Krisztus-képpel ellátott főoltárt 1906-ban emelték. Tetején ékítményekkel díszített márványkereszt, alatta pedig az Isten Bárányának faragott képe látható. Az oldalkápolnákban további oltárok találhatók. Az orgonát ugyancsak 1906-ban Rieger Orgelbau építette a csehországi Jägerndorfból (ma Krnov).
A bazilikában található boldog Ivan Merz (1896–1928) sírja, akit 2003-ban avattak boldoggá, és aki gyakran látogatta a templomot.

## Fordítás
Ez a szócikk részben vagy egészben  a   Herz-Jesu-Basilika (Zagreb) című német Wikipédia-szócikk ezen változatának fordításán alapul.  Az eredeti cikk szerkesztőit annak laptörténete sorolja fel. Ez a jelzés csupán a megfogalmazás eredetét és a szerzői jogokat jelzi, nem szolgál a cikkben szereplő információk forrásmegjelöléseként.